# Францішек Долмат-Ісайковський
Францішек Долмат-Ісайковський герба Прус (біл. Францішак Далмат-Ісайкоўскі, пол. Franciszek Dołmat Isajkowski; 1599 — 31 травня 1654) — державний і релігійний діяч Великого князівства Литовського, писар скарбовий литовський у 1623–1640 і референдар великий духовний литовський у 1641–1649 роках; єпископ смоленський.

## Біографія
Канонік віленський із 1625 року. Секретар короля Владислава IV Вази, писар скарбовий прибутковий литовський у 1627—1640 роках, кусташ віленський та настоятель трабський з 1632 року, настоятель гродненський з 1633 року. У 1634 роках заснував у селі Свіслач (нині — Литвинки Гродненської області) дерев'яний єзуїтський костел. Регент великої канцелярії ВКЛ у 1641—1649 роках. Настоятель троцький, гродненський та віленський з 1643 року, з 14 лютого 1650 р. єпископ смоленський. Покинув місто під час російсько-польської війни незадовго до вступу московських військ.